# Alessandra Flora
Alessandra Flora (Bari, 25 settembre 1975) è una paroliera e compositrice italiana.
Alla Siae risultano depositate a suo nome quasi 50 canzoni; tra i maggiori successi aventi la sua firma si ricordano in particolare quelli di Gianni Morandi, Raf, Noemi, Nina Zilli, Malika Ayane, Emma e Arisa.

## Biografia
Si approccia alla musica, in particolare al pianoforte, all'età di 6 anni. Laureatasi a 23 anni in giurisprudenza, inizia a spostarsi tra Milano, Firenze, Londra e Roma; inizia quindi nel 1998 a gestire per 8 anni l'azienda di famiglia. Nel 2000 frequenta un corso di autori e compositori presso il CET di Mogol, dove inizia a collaborare con il figlio di Mogol, Alfredo Rapetti in arte Cheope: tale collaborazione vede come massima realizzazione il brano Dimmi adesso con chi sei scritto per la musica da Alessandra Flora e per il testo da Cheope e da Alessandra Flora. Negli anni successivi Alessandra Flora scrive anche per Mario Rosini, Marta Sánchez e Karima. Nel 2006 si trasferisce a Firenze dove apre un hotel di design.
Nel 2012 scrive per Noemi, insieme a Marco Ciappelli, il brano In un giorno qualunque estratto come singolo da RossoNoemi - 2012 Edition, riedizione di RossoNoemi, album certificato disco di platino con oltre 60 000 copie vendute; il brano viene registrato anche in versione live nell'album RossoLive, sempre di Noemi, disco che raggiunge le 25 000 copie vendute. Nello stesso anno è tra gli autori de La casa sull'albero brano inserito nell'album L'amore è femmina di Nina Zilli certificato disco d'oro con oltre 30 000 copie vendute. Il 30 ottobre dello stesso anno è tra gli autori de Il valore del momento di Bungaro cantato in duetto con l'artista brasiliana Miúcha brano inserito nell'album omonimo. Il 1º ottobre 2013 è autrice della musica e del testo di Sono un "ti amo" brano inserito nell'album Bisogna vivere di Gianni Morandi.
Al Festival di Sanremo 2014 è autrice della musica e del testo con Nina Zilli e Marco Ciappelli del brano Così lontano di Giuliano Palma.
Al Festival di Sanremo 2015 è autrice della musica con Giovanni Caccamo del brano Adesso e qui (nostalgico presente) di Malika Ayane,premiato con il Terzo Posto e il Premio della Critica del Festival della canzone italiana "Mia Martini"
Nel 2015 è coautrice, inoltre, di #RLL (riprenditi le lacrime), secondo estratto dal disco Frasi & fumo di Nina Zilli, Rimani tu, singolo di lancio del nuovo album di Raf, e Finalmente, inserito nell'album Adesso di Emma.
Nel 2016 è autrice sia del testo che della musica di Mentre aspetto che ritorni per Noemi, traccia numero 7 del disco Cuore d'artista.

## Principali canzoni
- 2003 - Dimmi adesso con chi sei di Gianni Morandi
- 2005 - Lei di Mario Rosini
- 2007 - La noche que acabo (La notte delle favole) di Marta Sánchez
- 2009 - A metà strada di Karima
- 2009 - Un angolo di mondo di Karima
- 2012 - In un giorno qualunque di Noemi
- 2012 - La casa sull'albero di Nina Zilli
- 2012 - Il valore del momento di Bungaro (duetto con Miúcha)
- 2013 - Sono un "ti amo" di Gianni Morandi
- 2014 - Così lontano di Giuliano Palma
- 2015 - Adesso e qui (nostalgico presente) di Malika Ayane
- 2015 - #RLL (Riprenditi le lacrime) di Nina Zilli
- 2015 - Rimani tu di Raf
- 2015 - Finalmente di Emma
- 2016 - Mentre aspetto che ritorni di Noemi
- 2017 - Giorni bellissimi di Elodie
- 2017- Il punto in cui tornare di Nina Zilli
- 2018 - Sorrido lo stesso di Emma
- 2018 - Bye Bye di Noemi
- 2018 - Quanto dura un'ora di Malika Ayane
- 2019 - Mi sento bene di Arisa
- 2019 - Io ti penso di Nyvinne
- 2019 - Il rumore del mare di Alberto Urso
- 2019 - Sai che ti ho pensato sempre di Lorenzo Licitra
- 2020 - Honolulu di Chiara Galiazzo
- 2021 - Ti piaci così di Malika Ayane
- 2021 - Senza arrossire di Malika Ayane
- 2021 - Ti vedo attraverso di Marco Guazzone
- 2021 - Canta di Giovanni Caccamo with Aleida Guevara
- 2022 - La casa dell’amore possibile di Arisa
- 2022 - Al posto mio di Marco Guazzone
- 2022 - Rami di Marco Guazzone
- 2023 - Salsedine di Marco Guazzone feat. Chiara Galiazzo
- 2024 - Giovedì di Marco Guazzone feat. Malika Ayane

### Canzoni per il Festival di Sanremo
- Festival di Sanremo 2014 - Così lontano di Giuliano Palma
- Festival di Sanremo 2015 - Adesso e qui (nostalgico presente) di Malika Ayane
- Festival di Sanremo 2019 - Mi sento bene di Arisa
- Festival di Sanremo 2019 - Io ti penso di Nyvinne (Sanremo Giovani)
- Festival di Sanremo 2021 - Ti piaci così di Malika Ayane